# Pico del Morrón
El Pico del Morrón es una de las montañas que forman la cordillera de Sierra Nevada (España). Está situado en la provincia de Granada y tiene una altura de 2.744 m s. n. m. Junto con el Pico del Chullo, situado en la provincia de Almería, forman uno de los principales puertos de montaña que comunican la vertiente norte de la sierra (Marquesado del Zenete) y La Alpujarra, el puerto de La Ragua.

## Geología
Geológicamente, pertenece al llamado Complejo Nevadofilábride y, dentro de él, al Grupos del Veleta. Las rocas son fundamentalmente micasquistos, cuarzoesquistos y cuarcitas.